# Ctenocheilocaris
Ctenocheilocaris is een geslacht van kreeftachtigen uit de klasse van de Ichthyostraca.

## Soorten
- Ctenocheilocaris armata Renaud-Mornant, 1978-79
- Ctenocheilocaris claudiae Renaud-Mornant, 1976
- Ctenocheilocaris enochra Bartsch, 1993
- Ctenocheilocaris galvarini (Dahl, 1952)
- Ctenocheilocaris minor Renaud-Mornant, 1978-79